# ماتئو فرانچتی
ماتئو فرانچتی (انگلیسی: Matteo Franchetti؛ زادهٔ ۳ مهٔ ۱۹۹۶) بازیکن فوتبال است.